# Quand les profs s'envolent
Pour plus de détails, voir Fiche technique et Distribution.
Quand les profs s'envolent(titre original : Unsere Pauker gehen in die Luft) est un film allemand réalisé par Harald Vock sorti en 1970.

## Synopsis
L'effrontée Petra, qui s'ennuie à l'école, surtout lors du cours de M. Nolte, aussi appelé Hannibal, voudrait absolument apprendre à piloter un avion. Mais les filles sont interdites à l'école de pilotage, elle doit se déguiser en garçon et tombe amoureuse de son instructeur de vol Garry Brandt.
Dans le même temps Harry Weber, un agent d'assurances, vient aussi apprendre à piloter. Or il est le frère jumeau d'Oskar Weber, le directeur de l'école de Petra. Cette ressemblance amène à bien des confusions et des histoires, notamment son histoire avec une danseuse alors que son frère le directeur est sur le point de se marier.
Finalement les deux jumeaux se retrouvent et se réconcilient. De même, Garry découvre le secret de Petra qui n'a plus besoin de se travestir pour voler.

## Fiche technique
- Titre : Quand les profs s'envolent
- Titre original : Unsere Pauker gehen in die Luft
- Réalisation : Harald Vock assisté de Maxi Brandt
- Scénario : Sven Freiheit, August Rieger (de)
- Musique : Bobby Schmidt (de), James Last
- Direction artistique : Robert Fabiankovich (de), Fritz Jüptner-Jonstorff
- Costumes : Barbara Langbein
- Photographie : Heinz Hölscher
- Son : Herbert Prasch
- Montage : Traude Krappl-Maass
- Production : Karl Spiehs, Ilse Kubaschewski
- Sociétés de production : Lisa Film, Divina Film
- Société de distribution : Gloria-Filmverleih
- Pays d'origine :  Allemagne de l'Ouest
- Langue : allemand
- Format : Couleurs - 1,66:1 - Mono - 35 mm
- Genre : Comédie
- Durée : 97 minutes
- Dates de sortie :
  - Allemagne de l'Ouest : 25 septembre 1970.
  - Danemark : 27 août 1971.

## Distribution
- Wencke Myhre: Petra Thorsten
- Georg Thomalla: Oscar Weber/Harry Weber
- Chris Roberts: Garry Brandt
- Mascha Gonska: Gaby
- Ilja Richter (de): Johnny Dahlberg
- Peter Weck: Dr. Hannibal
- Siegfried Schürenberg: Le directeur de la compagnie d'assurances
- Rainer Basedow: Hermann
- Christiane Rücker (de): La danseuse
- Friedrich Schoenfelder: L'inspecteur académique
- Gretl Schörg: Mathilde
- Raoul Retzer: M. Mader
- Elisabeth Stiepl: Mme Mader
- Hansi Linder: Sandra
- Felix Dvorak (de): Le mécanicien de l'école de pilotage
- Ossy Kolmann (de): Mieser

## Source de traduction
- (de) Cet article est partiellement ou en totalité issu de l’article de Wikipédia en allemand intitulé « Unsere Pauker gehen in die Luft » (voir la liste des auteurs).